# 伊利東街55號大廈
伊利東街55號大廈（英語：55 East Erie Street），為芝加哥最高的純住宅大廈，高197米（647呎）。 由 Fujikawa Johnson、Associates and Searl以及Associates Architects所設計，這幢56層的建築物於2004年完成時為美國第二高的住宅大廈，僅次於紐約市的川普世界大廈。

## 外部連結
- Emporis listing（页面存档备份，存于）